# Зінченко Андрій Сергійович
Андрі́й Сергі́йович Зі́нченко (23 жовтня 1974, Київ, Українська РСР — 8 жовтня 2016, с. Троїцьке, Попаснянський район, Луганська область, Україна) — солдат 54-ї механізованої бригади Збройних сил України, учасник війни на сході України.

## Обставини загибелі
Загинув 8 жовтня 2016 р. близько 14:30 поблизу с. Троїцьке, Луганська область, внаслідок підриву на «розтяжці». Київська влада наводила дані щодо Бахмутського району Донецької області.
Похований у місті Києві на Лук'янівському кладовищі.

## Нагороди
Указом Президента України № 58/2017 від 10 березня 2017 року «за особисту мужність, виявлену у захисті державного суверенітету та територіальної цілісності України, самовіддане виконання військового обов'язку» нагороджений орденом «За мужність» III ступеня (посмертно).